# Амирдовлат Амасиаци
Амирдовлат Амасиаци (на арменски: Ամիրդովլաթ Ամասիացի) е арменски лекар и учен, основател на арменската научна медицина.

## Биография
Роден е около 1420 – 1425 г. в Амасия, Османската империя. Учи в Багдад и Персия. Владее арменски, арабски, персийски, турски, латински и гръцки език. Около 1459 г. се преселва в Пловдив, където завършва труда си „Ползата от медицината“ в 523 страници. В него разглежда анатомия, патология, хигиена и лечение и излага медицинско-хуманитарни правила. През 1471 – 1472 г. султан Мехмед II го назначава за дворцов лекар. Умира през 1496 г. в Бурса.